# Живоцки, Аттила
Аттила Живоцки-Пандель (венг. Attila Zsivoczky-Pandel; род. 29 апреля 1977, Будапешт) — венгерский легкоатлет, специалист по многоборьям. Выступал за сборную Венгрии по лёгкой атлетике в 1994—2014 годах, бронзовый призёр чемпионата мира, серебряный призёр чемпионата Европы, многократный победитель и призёр первенств национального значения, действующий рекордсмен страны в десятиборье, участник трёх летних Олимпийских игр.

## Биография
Аттила Живоцки родился 29 апреля 1977 года в Будапеште. Сын титулованного метателя молота Дьюлы Живоцки, олимпийского чемпиона 1960 года.
Впервые заявил о себе на международном уровне в сезоне 1994 года, когда вошёл в состав венгерской национальной сборной и выступил на юниорском мировом первенстве в Лиссабоне, где стал четвёртым в прыжках в длину.
В 1996 году одержал победу в десятиборье на юниорском мировом первенстве в Сиднее.
В 1997 году в десятиборье показал четвёртый результат на молодёжном европейском первенстве в Турку.
В 1998 году на Кубке Европы по легкоатлетическим многоборьям в Таллине занял пятое и четвёртое места в личном и командном зачётах соответственно. На последовавшем домашнем чемпионате Европы в Будапеште был шестнадцатым.
В 1999 году в десятиборье победил на молодёжном Европейском первенстве в Гётеборге, стал пятым на Кубке Европы в Праге, закрыл десятку сильнейших на чемпионате мира в Севилье.
В 2000 году с личным рекордом в 6033 очка стал четвёртым в семиборье на чемпионате Европы в помещении в Генте. Позже на международных соревнованиях Hypo-Meeting в Австрии установил национальный рекорд Венгрии в десятиборье — 8554 очка (рекорд до настоящего времени никем не превзойдён). Благодаря череде удачных выступлений удостоился права защищать честь страны на летних Олимпийских играх в Сиднее — набрал в сумме всех дисциплин десятиборья 8277 очков, расположившись в итоговом протоколе на восьмой строке.
В 2001 году на Кубке Европы в Арле стал серебряным призёром в личном зачёте и разместился на пятой позиции командного зачёта. На чемпионате мира в Эдмонтоне был четвёртым.
В 2002 году показал пятый результат в семиборье на чемпионате Европы в помещении в Вене.
На чемпионате мира 2003 года в Париже досрочно завершил выступление в десятиборье и остался без результата.
Находясь в числе лидеров легкоатлетической команды Венгрии, благополучно прошёл отбор на Олимпийские игры 2004 года в Афинах — на сей раз с результатом в 8287 очков стал в десятиборье шестым.
После афинской Олимпиады Живоцки остался в составе венгерской национальной сборной на ещё один олимпийский цикл и продолжил принимать участие в крупнейших международных стартах. Так, в 2005 году он занял пятое место в семиборье на чемпионате Европы в помещении в Мадриде, выиграл бронзовую медаль в десятиборье на чемпионате мира в Хельсинки, уступив здесь только американцу Брайану Клэю и чеху Роману Шебрле.
В 2006 году стал серебряным призёром на Кубке Европы в Арле и на чемпионате Европы в Гётеборге.
На чемпионате мира 2007 года в Осаке занял 12-е место в десятиборье.
Участвовал в Олимпийских играх 2008 года в Пекине — провалил все попытки в прыжках в длину и досрочно завершил выступление.
После достаточно длительного перерыва в 2014 году вернулся в основной состав венгерской национальной сборной и выступил на чемпионате Европы в Цюрихе, где в программе десятиборья занял 17-е место.
Приходится мужем и тренером известной венгерской многоборке Дьёрдьи Живоцки-Фаркаш.